# Monumento naturale Garzaia di Celpenchio
Il monumento naturale Garzaia di Celpenchio si trova nella Lomellina occidentale, in una zona umida costituita dal paleoalveo del Torrente Agogna, nei territori comunali di Rosasco, Castelnovetto e Cozzo; è nato con lo scopo di tutelare e preservare gli ambienti idonei alla nidificazione degli aironi. Il sito è classificato come Zona Speciale di Conservazione della Rete Natura 2000, ai sensi della direttiva 92/43/CE.

## Flora
Nella zona umida vegeta un canneto, con gruppi di saliconi, salici e ontani neri.

## Fauna
Nella garzaia sono presenti varie specie di mammiferi e uccelli.
Tra i Ciconidi: la nitticora, la garzetta, la sgarza ciuffetto e l'airone rosso.  
Altri uccelli presenti sono il porciglione, il tuffetto, la cannaiola verdognola, la salcaiola ed il migliarino di palude.
Durante le migrazioni si possono trovare anche la pantana, il combattente ed il beccaccino.
Tra i mammiferi la puzzola.